# Magnolia splendens
Magnolia splendens là một loài thực vật có hoa trong họ Magnoliaceae. Loài này được Urb. mô tả khoa học đầu tiên năm 1899.